# Tikehau
Tikehau ou Tikahau ou Porutu-kai est un atoll situé dans le sous-groupe des Îles Palliser dans l'archipel des Tuamotu en Polynésie française. Celui-ci fait administrativement partie de la commune de Rangiroa.

## Géographie

### Situation

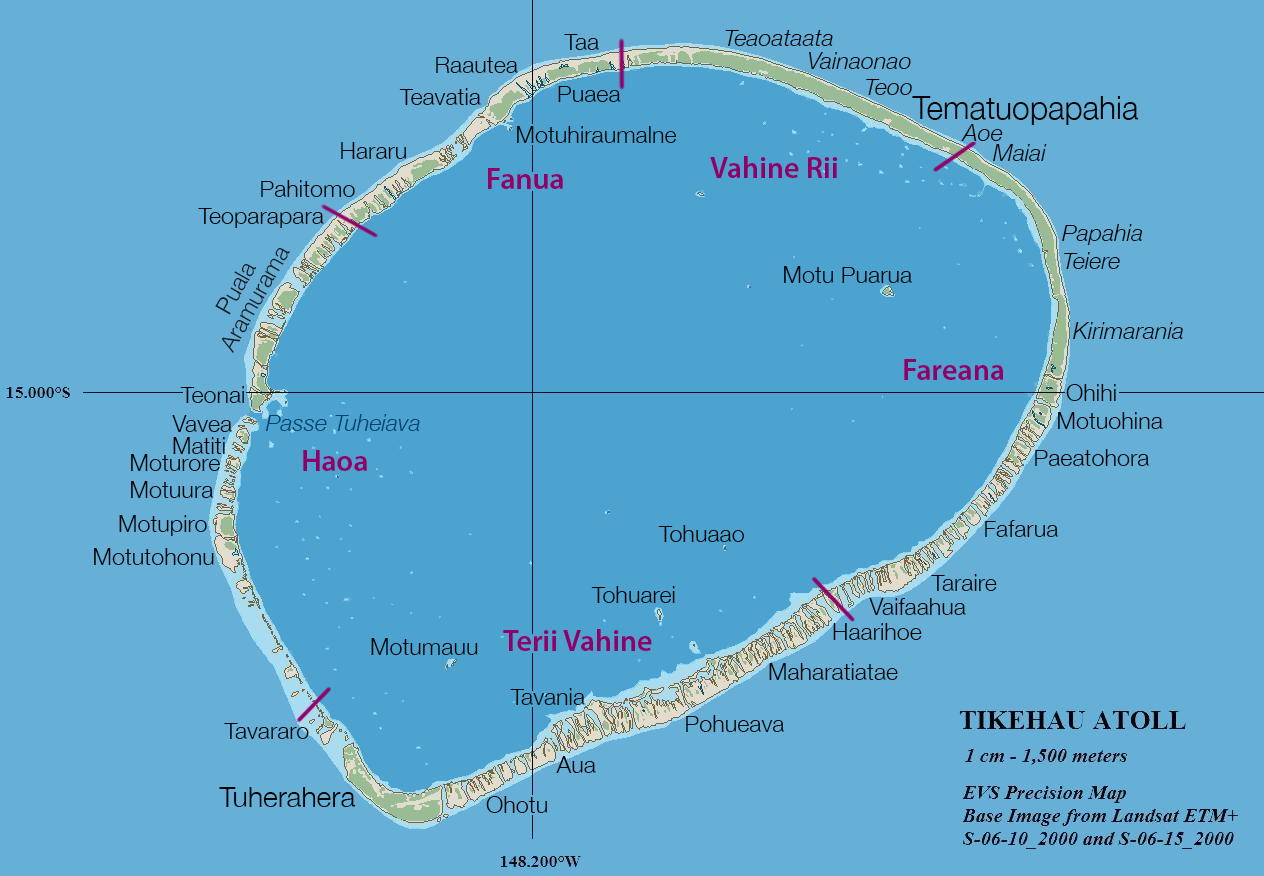
Carte topographique de Tikehau.

Tikehau est situé à 15 km de Rangiroa et à 340 km au nord de Tahiti. C'est un atoll surélevé de forme ovale de 27 km de longueur et 19 km de largeur maximales pour une superficie de 20 km2 de terres émergées constituées d'une série de motus aux plages de sable blanc et rose très fin. Son lagon s'étend sur environ 461 km2 et est uniquement accessible par la passe de Tuheiava.

### Géologie
D'un point de vue géologique, l'atoll est l'excroissance corallienne (de 10 mètres) du sommet du mont volcanique sous-marin homonyme qui mesure 1 750 m, depuis le plancher océanique, formé il y a environ 63,5 à 65,1 millions d'années.
Tikehau présente la particularité, avec Niau et surtout Makatea, d'être un atoll surélevé (le point le plus élevé est à 10 mètres au dessus du niveau de la mer) résultant d'un feo c'est-à-dire d'un récif corallien mis à nu et « dolomitisé » par sa mise hors de l'eau lors d'un bombement de la lithosphère survenu il y a 1 à 2 millions d'années.

### Démographie
En 2017, la population totale de Tikehau est de 560 personnes, principalement regroupées dans le village de Tuherahera situé au sud de l'atoll ; son évolution est la suivante :
| 279                                                     | 312 | 400 | 406 | 507 | 529 | 560 |
| Sources ISPF et Gouvernement de la Polynésie française. |     |     |     |     |     |     |

## Histoire
La première mention de l'atoll est faite le 25 avril 1816 par le navigateur germano-balte Otto von Kotzebue lors de sa première expédition en Polynésie,. Il le nomme Île Krusenstern d'après l'explorateur russe Adam Johann von Krusenstern (ce nom sera donné à d'autres îles également). L'expédition Wilkes passe également par l'atoll le 8 septembre 1839.
En 1987, Jacques-Yves Cousteau réalise l'une de ses grandes expéditions à Tikehau.

## Faune et flore
Lors de ses nombreuses expéditions, Jacques Cousteau a défini la mer qui entoure cette île comme la plus poissonneuse du monde[réf. nécessaire]. En effet le lagon de Tikehau abrite des raies aigle, des bancs de barracudas et de thons, requins marteau, requins gris, tortues, dauphins....
L'atoll abrite également de nombreuses colonies d'oiseaux comme le Rousserolle à long bec, le Ptilope des Tuamotu, et le rare Lori nonnette.

## Économie

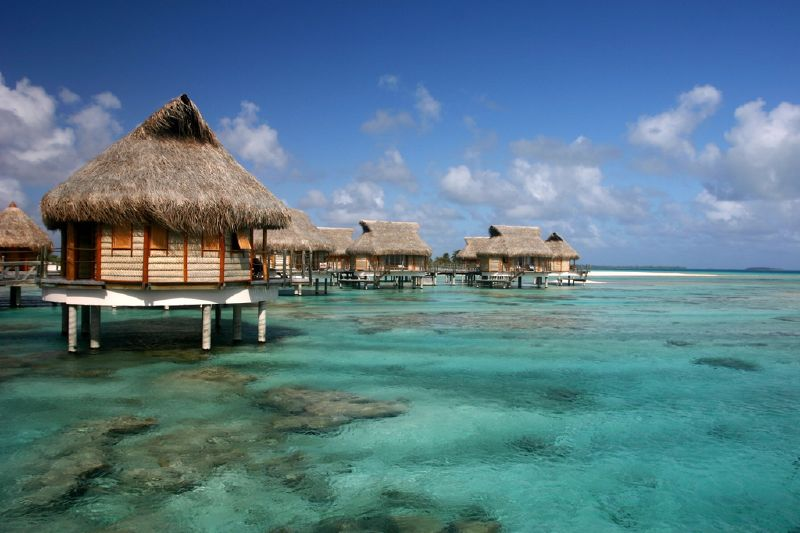
Vue du complexe hôtelier « Le Tikehau by Pearl Resorts ».

Tikehau pratique la pêche traditionnelle grâce à des parcs à poissons tous installés près de la passe Tuheiava ainsi qu'une petite activité de perliculture.
Cependant, l'économie de l'atoll repose principalement sur le tourisme, développé autour du complexe de « Le Tikehau by Pearl Resorts », dont l'activité s'est accrue avec la construction d'un aérodrome long de 1 200 mètres et inauguré en 1977. Il accueille, en moyenne, environ 1 100 vols et 40 000 passagers par an, dont un tiers en transit, en faisant l'un des plus fréquentés des Tuamotu. De plus, l'atoll possède depuis 2018 quatre hydrosurfaces autorisées (trois au sud du lagon, une sur le tombant océanique) permettant l'amerrissage d'hydravions.